# Exploding Dots
Exploding Dots ou Pontos Explotantes(em português) é um dos projetos de matemática do  "The Global Math Project", que inicialmente aspirava a atingir 1 milhão de estudantes com matemática envolvente. Em 2017, mais de 1.15 milhões de pessoas participavam do projeto. Exploding Dots pode ser aprendido nas escolas primárias para melhorar o entendimento de colocar valor, mas também se aplica à maioria das computações através do cálculo.